# 西米糕
西米糕（在馬來西亞稱為）是一種流行於馬來西亞沙巴、砂拉越和汶萊的主食，是汶萊的國菜。以碩莪樹澱粉沖入熱水製成，呈糊狀。食時以稱為chandas的竹叉取食，食前點上醬汁。
在印尼和巴布亞也有類似的食品，稱為西米粥。